# Tysjatski
De tysjatski (Russisch: Тысяцкий; "kapitein over duizend") was een militaire leider in het Kievse Rijk, die een volksleger van vrijwilligers leidde dat tysjatsja (тысяча; "duizendtal") werd genoemd. In de Republiek Novgorod werd de tysjatski verkozen uit de bojaren  tijdens een vetsje (volksvergadering) voor een periode van 1 jaar en werd dan assistent van een posadnik. In steden zonder vetsje werden de tysjatski's benoemd door de knjazen (prinsen) uit de kringen van de adellijke bojaren, waarbij zij de post konden doorgeven aan hun zonen.
In de Republiek Novgorod werden de tysjatski's beschouwd als afgevaardigden van de gewone tsjornye ljoedi ("zwarte mensen"; mensen die leefden op de staatslanden). Naast hun rol als militaire leiders  werden ze ook geacht de verdedigingswerken van de stad te overzien, vetsjes te openen en te dienen als ambassadeurs voor buitenlandse mogendheden. Ze konden ook fungeren als rechters in hun eigen hoven. De voormalige tysjatski's stonden bekend als oude tysjatski's en bezatten veel privileges. De vroegstbekende tysjatski van Novgorod was Poetjata.
Grootvorst Dimitri Donskoi liet de laatste tysjatski van Moskou executeren en schafte de post af, om deze te vervangen door de vojevoda's en namestniks. Tegen het midden van de 15e eeuw was de post van tysjatski langzamerhand overal afgeschaft. Hiermee kwam er gedurende een halve eeuw een eind aan lokaal zelfbestuur in Russische steden, tot de formatie van de zemstvo's in de jaren 60 van de 19e eeuw.